# Palystes
Palystes is een geslacht van spinnen uit de  familie van de Sparassidae (jachtkrabspinnen).

## Soorten
- Palystes ansiedippenaarae Croeser, 1996
- Palystes castaneus (Latreille, 1819)
- Palystes convexus Strand, 1907
- Palystes crawshayi Pocock, 1902
- Palystes ellioti Pocock, 1896
- Palystes flavidus Simon, 1897
- Palystes fornasinii (Pavesi, 1881)
- Palystes hoehneli Simon, 1890
- Palystes johnstoni Pocock, 1896
- Palystes karooensis Croeser, 1996
- Palystes leppanae Pocock, 1902
- Palystes leroyorum Croeser, 1996
- Palystes lunatus Pocock, 1896
- Palystes martinfilmeri Croeser, 1996
- Palystes perornatus Pocock, 1900
- Palystes pinnotheres (Walckenaer, 1805)
- Palystes reticulatus Rainbow, 1899
- Palystes spiralis Strand, 1907
- Palystes stilleri Croeser, 1996
- Palystes stuarti Croeser, 1996
- Palystes superciliosus L. Koch, 1875